# Север, Камилькан
Камилькан Север (швед. Kamilcan Sever; род. 2 сентября 2006) — шведский футболист, нападающий «Броммапойкарны».

## Клубная карьера
На молодёжном уровне выступал за «Скугос-Тронгсунд». В 2022 году провёл за главную команду клуба четыре матча в пятом шведском дивизионе, в которых забил два мяча. В начале 2024 года перебрался в молодёжную команду «Броммапойкарны», откуда спустя некоторое время был переведён в основной состав. 24 апреля 2024 года дебютировал в чемпионате Швеции в матче с «Сириусом», появившись на поле на 76-й минуте вместо Николы Васича.

## Клубная статистика
| Выступление      | Выступление      | Выступление      | Лига | Лига | Кубки | Кубки | Конт. кубки | Конт. кубки | Итого | Итого |
| Клуб             | Лига             | Сезон            | Игры | Голы | Игры  | Голы  | Игры        | Голы        | Игры  | Голы  |
| ---------------- | ---------------- | ---------------- | ---- | ---- | ----- | ----- | ----------- | ----------- | ----- | ----- |
| Скугос-Тронгсунд | Дивизион 5       | 2022             | 4    | 2    | 0     | 0     | 0           | 0           | 4     | 2     |
| Скугос-Тронгсунд | Итого            | Итого            | 4    | 2    | 0     | 0     | 0           | 0           | 4     | 2     |
| Броммапойкарна   | Алльсвенскан     | 2024             | 2    | 0    | 0     | 0     | 0           | 0           | 2     | 0     |
| Броммапойкарна   | Итого            | Итого            | 2    | 0    | 0     | 0     | 0           | 0           | 2     | 0     |
| Всего за карьеру | Всего за карьеру | Всего за карьеру | 6    | 2    | 0     | 0     | 0           | 0           | 6     | 2     |